# ويليام أوكبارا
ويليام أوكبارا (بالإنجليزية: William Okpara) (مواليد 7 مايو 1968) هو لاعب كرة قدم. يلعب مع منتخب نيجيريا لكرة القدم. سبق له أن لعب في كأس العالم لكرة القدم مع منتخب بلاده.

## مسيرته الكروية
لعب ويليام أوكبارا خلال مسيرته الاحترافية مع ناديين في ثمانية عشر موسمًا ولم يسجل خلالها أي هدف ضمن 430 مباراة. حيث فاز في موسم واحد بالكأس وفي ثلاثة مواسم بالدوري.
خاض ويليام أوكبارا مسيرته مع ACB Lagos F.C. ‏ في عامي 1988-1990 ولمدة موسمين، مشاركًا في 56 مباراة ولم يسجل أي هدف. ثم انتقل إلى نادي أورلاندو بيراتس في موسم 1989 ليلعب معه ستة عشر موسمًا، حيث شارك في 374 مباراة ولم يسجل أي هدف أيضًا.

## روابط خارجية
- ويليام أوكبارا على موقع الاتحاد الدولي (مؤرشف)  (الإنجليزية)
- ويليام أوكبارا على موقع قاعدة بيانات كرة القدم.إي يو (الإنجليزية)
- ويليام أوكبارا على موقع ناشيونال فوتبول تيمز (الإنجليزية)
- ويليام أوكبارا على موقع Soccerway.com (الإنجليزية)